# Propuesta Republicana
Propuesta Republicana (PRO) es un partido político argentino. Desde 2019 hasta 2023 formó parte de la alianza Juntos por el Cambio (anteriormente Cambiemos). Fue reconocido legalmente en 2005 con el nombre de Compromiso para el Cambio, que luego cambió su nombre a Propuesta Republicana en 2008.
El partido tiene como antecedente inmediato el Frente Compromiso para el Cambio, una alianza limitada al distrito electoral de la Capital Federal formada en junio de 2003, integrada por los partidos Justicialista, Federal, Autonomista, Demócrata, Acción por la República y Demócrata Progresista, que sostuvo la candidatura de Mauricio Macri para Jefe de Gobierno de la Ciudad de Buenos Aires.
El PRO gobernó Argentina entre 2015 y 2019 con Mauricio Macri como presidente, y a su vez gobierna la Ciudad de Buenos Aires desde 2007, bajo las gestiones de Mauricio Macri (2007‑2015), Horacio Rodríguez Larreta (2015‑2023) y Jorge Macri (2023‑presente).
En 2015 conformó la alianza Cambiemos con la Unión Cívica Radical y la Coalición Cívica con la que ganó las elecciones presidenciales de 2015 por medio de balotaje. Simultáneamente en el período 2017/2019, integró alianzas distritales que ganaron las gobernaciones de cuatro provincias (Buenos Aires, Corrientes. Jujuy, Mendoza). Para las elecciones presidenciales de 2019, la coalición sumó a sectores del Peronismo Federal y pasó a denominarse Juntos por el Cambio, impulsando la reelección de Mauricio Macri que finalmente sería derrotado por el candidato del Frente de Todos Alberto Fernández. Simultáneamente entre 2019 y 2021, integró elecciones distritales que ganaron las gobernaciones de tres provincias (Corrientes, Jujuy y Mendoza) y retuvo la Jefatura de Gobierno de la Ciudad Autónoma de Buenos Aires.

## Historia

### Fundación Creer y Crecer
El grupo inicial que se agrupó en torno a Macri se organizó en la Fundación Creer y Crecer, fundada en 2002. También influyó en la creación de lo que a partir de 2008 se llamaría «el PRO» (Partido para una República con Oportunidades) el Grupo Sophía, fundado en 1996 por Horacio Rodríguez Larreta para apoyar la precandidatura presidencial de Palito Ortega y que luego apoyó la candidatura de Eduardo Duhalde en 1999.

### Frente Compromiso para el Cambio
El 17 de junio de 2003 los partidos Justicialista, Federal, Autonomista, Demócrata, Acción por la República y Demócrata Progresista, crearon la alianza Frente Compromiso para el Cambio (CpC) para sostener la candidatura de Mauricio Macri para Jefe de Gobierno de la Ciudad de Buenos Aires que había presentado a fines de 2002.
En las elecciones ejecutivas y legislativas de 2003 de la Ciudad de Buenos Aires, el Frente obtuvo la primera minoría con 37,55 % de los votos, aunque luego perdió el balotaje para definir la Jefatura de Gobierno, siendo Macri superado por Aníbal Ibarra. Como resultado de la elección porteña del 24 de agosto de 2003, cinco candidatos de CpC resultaron elegidos como diputados nacionales, pero solo dos, el ex radical Jorge Vanossi y el ex conservador Federico Pinedo, permanecieron en el bloque macrista, mientras que los otros tres formaron parte del bloque del Partido Justicialista.

### Compromiso para el Cambio (partido) y Propuesta Republicana (alianza)
En junio de 2005 Macri y el excandidato a presidente Ricardo López Murphy, líder del partido Recrear para el Crecimiento, realizaron un acuerdo político para formar una alianza electoral de alcance nacional. Ambos decidieron entonces contratar a un publicista (Ernesto Savaglio) para que creara un nombre, una sigla y un logo para la alianza.
El 5 de agosto de 2005 el macrismo se organizó como partido político en Compromiso para el Cambio, siendo elegido presidente del mismo Mauricio Macri.
Pocos días después, el 23 de agosto Macri y López Murphy dieron a conocer el nombre de la alianza: Propuesta Republicana. Savaglio había creado también el apócope «Pro», para denominar a la coalición, así como un logo que incluía un triángulo a modo de flecha orientado hacia la derecha. Ese mismo día la alianza Propuesta Republicana fue registrada en dos distritos, Capital Federal y provincia de Buenos Aires, integrada por el Frente Federal Justicia y Libertad (Frejuli), el Partido Demócrata Progresista (PDP), el partido Recrear para el Crecimiento, el partido Compromiso para el Cambio, el partido Acción por la República, el partido Voluntad para la Integración y el Desarrollo Auténtico. La alianza se inscribió también con ese nombre en Entre Ríos[cita requerida] y apoyó en Mendoza al Partido Demócrata provincial.
En las elecciones legislativas de 2005 la alianza Pro obtuvo nueve diputados nacionales en total, seis en la Capital Federal donde salió primera con 34 % (Mauricio Macri, Paula Bertol y Eduardo Lorenzo Borocoto, Esteban Bullrich, Ester Schiavoni y Nora Ginzburg) y tres en la provincia de Buenos Aires, donde salió quinta con 7 % (Pablo Tonelli, Paola Spátola y Eugenio Burzaco para diputados). El diputado Borocotó causó un escándalo pocos días después, al desvincularse de CPC y constituir un bloque propio cercano al presidente Néstor Kirchner.
En Entre Ríos no alcanzó el piso legal del 3 % del total de votos.
Sin embargo, Propuesta Republicana ha sido demandada por plagio en el uso de la sigla PRO, por parte del Partido Para una República con Oportunidades (PRO). El Partido PRO fue creado en el año 2000 por un grupo de profesionales liderados por Leandro Popik, su presidente, muchos de ellos provenientes de la Universidad de San Andrés. En 2003 presentó la candidatura de Popik a Jefe de Gobierno de la Ciudad de Buenos Aires, obteniendo menos del 1 % de los votos. Debido a la escasa cantidad de afiliados, el Partido PRO perdió su personería electoral, pero en virtud de la ley vigente mantenía el derecho al uso de la sigla hasta 2012. Al momento de crearse la alianza Propuesta Republicana, Maurico Macri le ofreció a Popik integrar la alianza y le solicitó el uso de la sigla, pero este último rechazó ambos ofrecimientos. En 2006, denunciando la utilización ilegal de la sigla el partido Para una República con Oportunidades demandó a Propuesta Republicana.

### Elecciones de 2007 a 2013

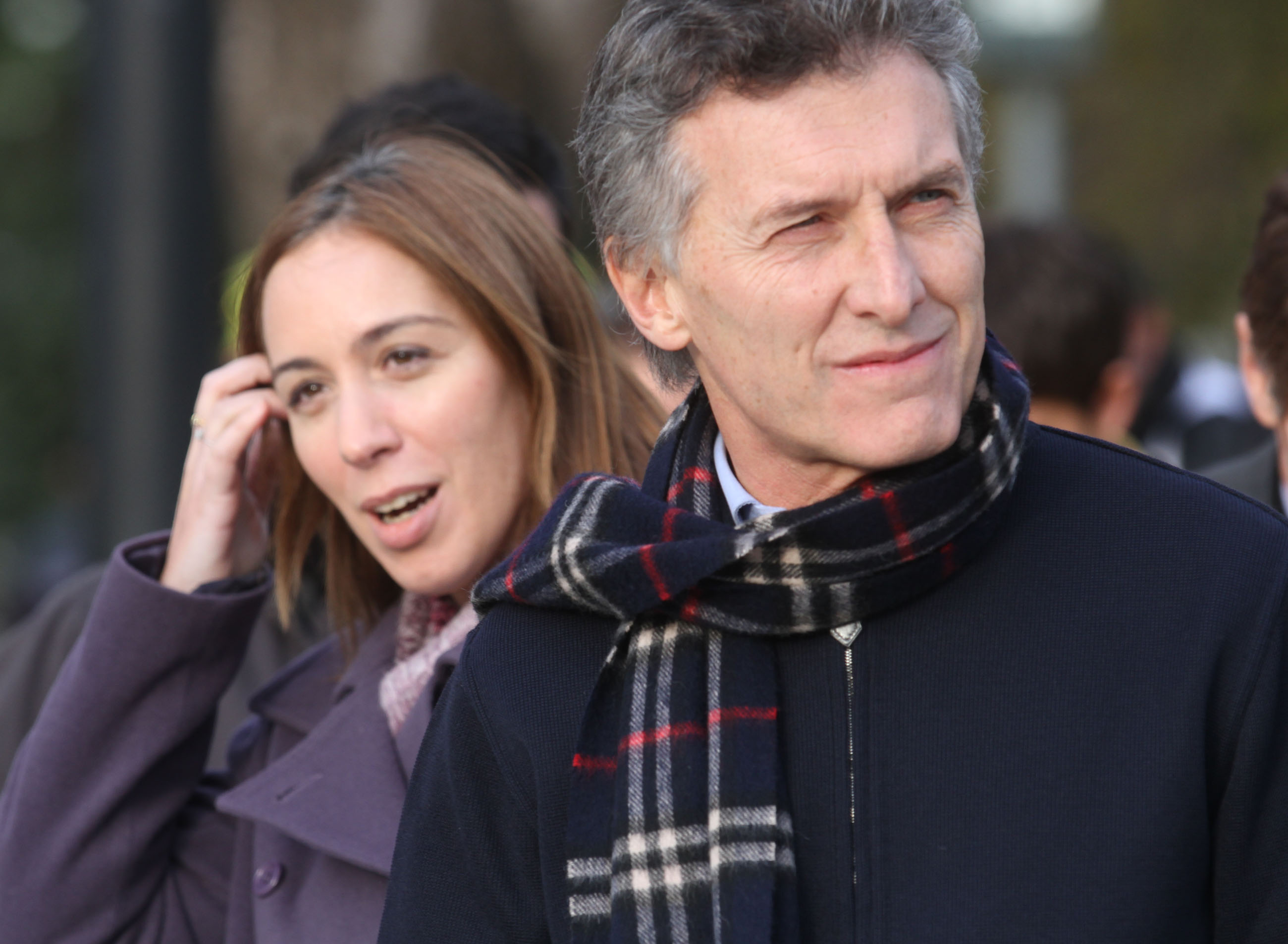
En 2011 Mauricio Macri es reelegido como jefe de Gobierno. A su izquierda, la vicejefa de gobierno María Eugenia Vidal.

La alianza Propuesta Republicana presentó la fórmula integrada por Mauricio Macri y Gabriela Michetti obteniendo el primer lugar con el 45,6 % de los votos, seguido por Daniel Filmus del Frente para la Victoria con el 23,8 %. En la segunda vuelta que se realizó el 24 de junio Mauricio Macri y Gabriela Michetti fueron elegidos frente al gobierno porteño.
Pero los magros resultados a nivel nacional, en particular de la fuerza de López Murphy, hizo que la alianza PRO con el partido Recrear entrara en un punto de inflexión.
Al año siguiente el partido Recrear desplazaría de la conducción a López Murphy y se integraría al partido Compromiso para el Cambio, que 1 de abril de 2008 había cambiado de nombre adoptando el de Propuesta Republicana (PRO).
En las elecciones legislativas del 28 de junio de 2009, el PRO se presentó con lista propia con Gabriela Michetti en la Ciudad de Buenos Aires y en alianza en la provincia de Buenos Aires. Unión PRO obtuvo el 19.21 % de los votos y el tercer lugar a nivel nacional.[cita requerida]
El 10 de julio de 2011 PRO logró en la Ciudad de Buenos Aires el voto del 46,1 %. En segunda vuelta el 31 de julio, alcanzó la victoria y reelección de Macri como jefe de Gobierno con el 64,3 % de los sufragios. Por otra parte, su primo, Jorge Macri fue elegido primer intendente del conurbano a través del PRO en las elecciones del 23 de octubre con el 38,4 % de los votos frente a Enrique «Japonés» García que buscaba su reelección en Vicente López.
En la Ciudad de Buenos Aires, el PRO quedó en segundo lugar por detrás del Frente para la Victoria, habiendo esta quedado primera con el 27,67 % de los votos con Federico Pinedo encabezando la lista de Diputados, quien obtuvo el 15.99 % de votos.
En Santa Fe, Unión PRO Federal, encabezada por Miguel del Sel obtuvo 615 368 votos (35.2 %), a menos de 60 000 votos de Bonfatti 676 800 (38.7 %) para gobernador.
En las elecciones 2013 obtuvo bancas legislativas en Provincia de Córdoba, Entre Ríos, La Pampa, Salta, San Juan, Santa Fe y Ciudad de Buenos Aires. En la provincia de Buenos Aires no llevó candidato propio. En total el PRO ganó 3 bancas en el senado y 18 a diputados con el 7.73 % de los votos en todo el país.

### Coalición Cambiemos

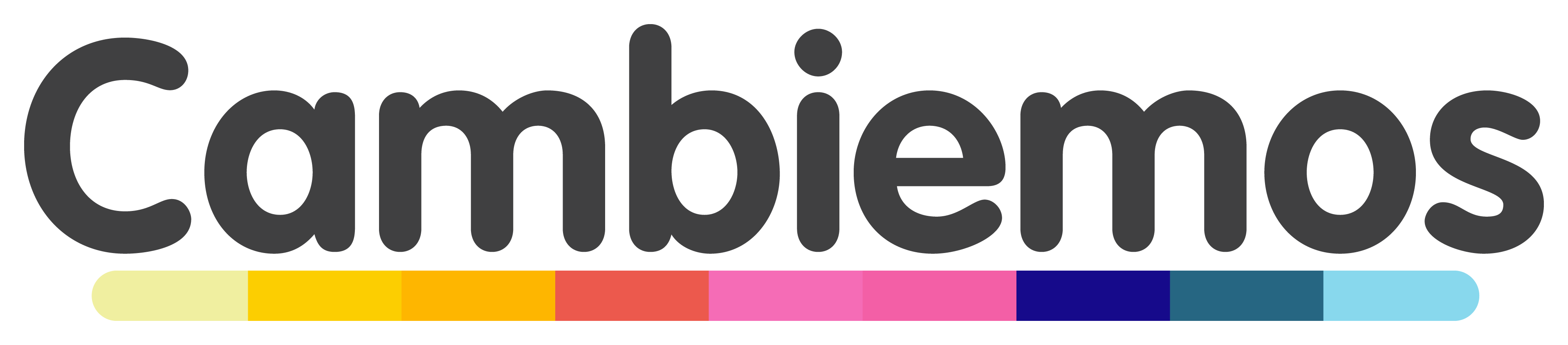
Cambiemos, la alianza que condujo a la presidencia de Mauricio Macri.

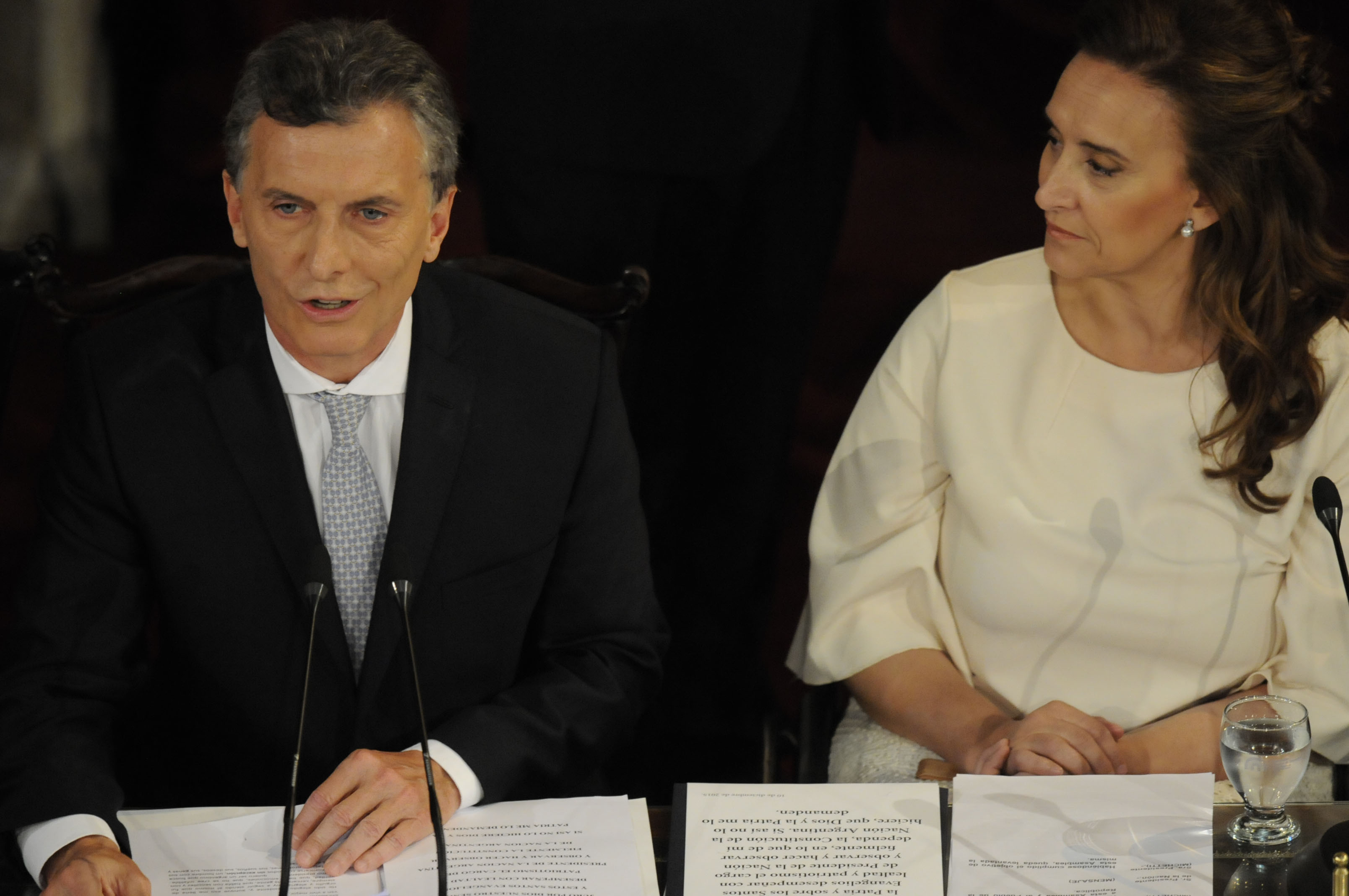
El presidente Macri junto a la vicepresidenta Gabriela Michetti, el día de la asunción.

Para las Elecciones presidenciales de Argentina de 2015 el PRO, junto a la Unión Cívica Radical y la Coalición Cívica ARI, tomaron la iniciativa de conformar una coalición electoral denominada Cambiemos, a la que también se incorporaron al inscribirse legalmente en junio de dicho año, el Partido Fe, del sindicalista Gerónimo «Momo» Venegas, el Partido Demócrata Progresista, el Partido Conservador Popular y el Partido del Diálogo.
Mauricio Macri fue nominado como candidato a presidente de la nación dentro del frente Cambiemos, tras competir en las PASO con Elisa Carrió y el radical Ernesto Sanz. La plataforma electoral, según la propia coalición, apunta a la inclusión social, el desarrollo económico y el fortalecimiento institucional.

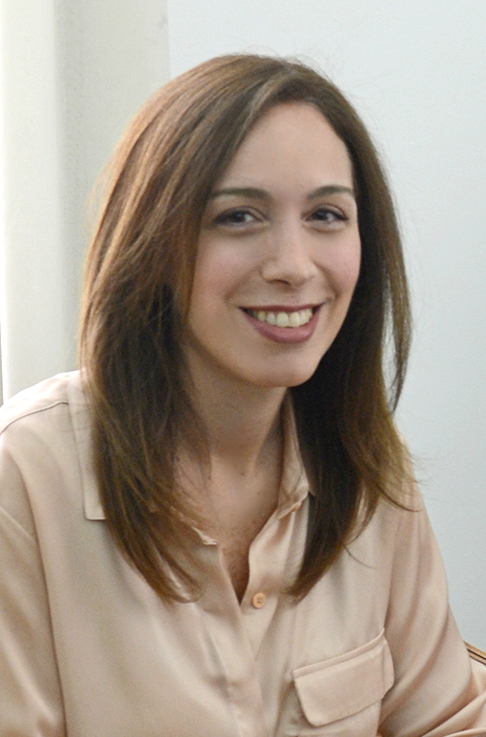
María Eugenia Vidal: Primera mujer gobernadora de la provincia de Buenos Aires.

El 25 de octubre la fórmula integrada por Mauricio Macri y Gabriela Michetti aventajaba por sorpresa al oficialista Daniel Scioli, hasta que este queda en primer lugar con el 37,1 % contra 34,2 %. El 22 de noviembre Macri ganó con el 51,34 % de los votos ante Daniel Scioli que obtuvo el 48,66 % de estos en balotaje. El 10 de diciembre, Mauricio Macri asumía la presidencia de la Nación con Gabriela Michetti en el cargo de vicepresidenta.
En la provincia de Buenos Aires el Pro postuló a la vicejefa de gobierno porteña María Eugenia Vidal en el marco de Cambiemos venciendo al oficialista Aníbal Fernández. Vidal es la primera gobernadora mujer de la provincia y su gobierno el primero no peronista en 28 años.
En las elecciones primarias de 2017 el oficialismo, encabezado por Esteban Bullrich obtuvo el segundo lugar por una corta diferencia frente a Unidad Ciudadana de la expresidenta Cristina Fernández de Kirchner. Los resultados se han invertido finalmente en las elecciones legislativas del 22 de octubre a favor de Cambiemos.

### Juntos por el Cambio
A mediados de 2019 se realiza una ampliación de la alianza «Cambiemos», sumando a sectores del Peronismo federal encabezados por Miguel Ángel Pichetto y Adolfo Rodríguez Saá. Al mismo tiempo, se retiró de la alianza el Partido Conservador Popular, que se integró al Frente NOS. A raíz de este cambio en su composición la coalición pasa a denominarse Juntos por el Cambio. El 11 de junio se anuncia que la fórmula presidencial del espacio sería Mauricio Macri - Miguel Pichetto. En las elecciones primarias de agosto obtuvieron el 34 % de los votos, quedando habilitados para participar en las elecciones generales de octubre.
En la ciudad de Buenos Aires la coalición gobernante suma a la UCR que no había formado parte hasta el momento y al Partido Socialista de la ciudad. Horacio Rodríguez Larreta se presenta como candidato a la reelección en la Jefatura de Gobierno finalmente logró la renovación del mandato en la ciudad, mientras que el primer candidato a Senado Nacional es el radical Martín Lousteau. En la provincia de Buenos Aires, el frente presenta a María Eugenia Vidal como candidata a la reelección, fue derrotada por Axel Kicillof.
En las elecciones legislativas del 2021, Juntos por el Cambio obtuvo una contundente victoria a nivel nacional, derrotando al oficialista Frente de Todos en 13 provincias. Y cosechando un 42,75 % de los votos en todo el país. Las candidaturas de Juntos por el Cambio lideradas por candidatos del PRO se impusieron en 4 distritos: en la Provincia de Buenos Aires, Ciudad de Buenos Aires, Córdoba y Chubut.
De cara a las elecciones presidenciales de 2023, el PRO presentó dos precandidatos a la presidencia dentro de Juntos por el Cambio. El jefe de Gobierno de la Ciudad de Buenos Aires, Horacio Rodríguez Larreta, y la presidenta del partido y exministra de Seguridad de la Nación, Patricia Bullrich, quien finalmente resultó triunfadora. De este modo, la alianza enfrenta las elecciones nacionales con la fórmula Patricia Bullrich - Luis Petri, que resultó derrotada al finalizar tercera con 22 % de los votos y quedar fuera del balotaje. 
El 25 de octubre, tres días después de su derrota en la primera vuelta, Patricia Bullrich se entrevistó con Milei en la casa de Mauricio Macri y anunció públicamente que había decidido apoyar «unilateralmente» en el balotaje al candidato de La Libertad Avanza, Javier Milei. Un sector importante del PRO decidió apoyar también a La Libertad Avanza para el balotaje, sin embargo, la decisión unilateral de Bullrich generó una crisis interna en el PRO, ya que otras figuras, como Horacio Rodríguez Larreta y Gerardo Morales rechazaron públicamente la decisión, al mismo tiempo que la UCR y la Coalición Cívica manifestaron su neutralidad y llamado al voto en blanco para el balotaje. Esto generó una crisis interna dentro de Juntos por el Cambio, con un eventual riesgo de ruptura o disolución de la coalición.
En las elecciones provinciales de 2023, el PRO obtuvo las gobernaciones después de la derrota en la Provincia de Buenos Aires en 2019. El 30 de julio en Chubut el joven Ignacio Torres venció al oficialista Juan Pablo Luque. El 22 de octubre ganó en Entre Ríos de la mano de Rogelio Frigerio derrotando al peronista Adán Bahl.
En la segunda vuelta electoral, Milei logró vencer a Massa. Una vez en el gobierno, Bullrich fue designada ministra de Seguridad y Petri, ministro de Defensa. Milei designó al exministro de Finanzas del gobierno de Mauricio Macri, Luis «Toto» Caputo, como ministro de Economía. Además, el oficialismo libertario lanzó el DNU 70/2023 y el Proyecto de Ley de Bases y Puntos de Partida para la Libertad de los Argentinos. El PRO (ignorando a los diputados larretistas que se unieron al interbloque Hacemos Coalición Federal) apoyó ambos proyectos, convirtiéndose en el mayor aliado del oficialismo, tanto que muchos vislumbraron una posible fusión entre La Libertad Avanza y el PRO. Sin embargo, Mauricio Macri finalmente comenzó a descartar la idea, mientras que Bullrich seguía aceptándola, lo que generó una fuerte interna. Esto llevó a Bullrich a romper el bloque del PRO en la legislatura bonaerense, creando el bloque «Pro Libertad».

## Ideología
A pesar de su heterogeneidad y perfil posideológico, PRO suele clasificarse como un partido de centroderecha cercano a la tradición liberal-conservadora. Fabián Bosoer, un politólogo que escribe para Clarín, dijo en 2015 que el PRO es un partido de «centroderecha o liberal republicano». Juan Rafael Grandinetti repasa la literatura académica y afirma que esta coincide en presentar a este partido con «una impronta del liberalismo conservador, pero presentan la novedad de no presentarse como anti-peronistas, ni rechazar ciertas prácticas comúnmente asociadas a este movimiento, como la militancia y el trabajo político territorial. A su vez, en el plano ideológico, combina estos elementos liberal- conservadores, con argumentos propios de la tradición republicana (división e independencia de los poderes, etc.), de la doctrina social de la Iglesia Católica, y del discurso del management (eficiencia, gestión, caducidad de las ideologías)».
Por otro lado, en 2016 y 2018 el economista liberal-libertario Javier Milei y el jefe de gabinete Marcos Peña coincidieron en afirmar que el gobierno de Mauricio Macri fue socialista. En 2019 el propio Macri declaró que su gobierno fue de «corte socialista». También el gobierno de Cambiemos fue declarado de centro-izquierda por el investigador del Conicet Julio Montero. Erico Valadares, editor de la revista política «Hegemonía» y el sitio «La Batalla Cultural», con una línea editorial que se presenta como «peronista ortodoxa», también caracteriza al PRO como «socialdemócrata».
Como para profundizar esta dualidad, PRO está afiliado a la Unión Internacional Demócrata (de ideología liberal conservadora), pero también tiene vínculos con redes internacionales de think tanks como la socialcristiana Fundación Konrad Adenauer. Entre 2015 y 2023 integró una alianza electoral (llamada Cambiemos en un primer momento y, desde 2019 Juntos por el Cambio) junto a la Unión Cívica Radical, afiliada a la Internacional Socialista y cuya rama universitaria, Franja Morada, se define expresamente como socialdemócrata.
El partido también se ha declarado «desarrollista», pretendiendo revivir el «espíritu» de Arturo Frondizi, quien fue presidente argentino de la Unión Cívica Radical entre 1958 y 1962, en el sitio web. En 2006 Mauricio Macri definió su propia fuerza como «pro mercado y pro empresa».

## Composición legislativa

#### Cámara de Diputados de la Nación
| Bloque PRO (PRO) 37 diputados - Presidente: Cristian Ritondo | Bloque PRO (PRO) 37 diputados - Presidente: Cristian Ritondo | Bloque PRO (PRO) 37 diputados - Presidente: Cristian Ritondo | Bloque PRO (PRO) 37 diputados - Presidente: Cristian Ritondo | Bloque PRO (PRO) 37 diputados - Presidente: Cristian Ritondo | Bloque PRO (PRO) 37 diputados - Presidente: Cristian Ritondo | Bloque PRO (PRO) 37 diputados - Presidente: Cristian Ritondo |
| Partido                                                      | Partido                                                      | Retrato                                                      | Nombre                                                       | Provincia                                                    | Mandato                                                      | Mandato                                                      |
| Partido                                                      | Partido                                                      | Retrato                                                      | Nombre                                                       | Provincia                                                    | Inicio                                                       | Fin                                                          |
| ------------------------------------------------------------ | ------------------------------------------------------------ | ------------------------------------------------------------ | ------------------------------------------------------------ | ------------------------------------------------------------ | ------------------------------------------------------------ | ------------------------------------------------------------ |
|                                                              |                                                              |                                                              | Silvia Gabriela Lospennato                                   | Buenos Aires                                                 | 2023                                                         | 2027                                                         |
|                                                              |                                                              |                                                              | Cristian Adrián Ritondo                                      | Buenos Aires                                                 | 2023                                                         | 2027                                                         |
|                                                              |                                                              |                                                              | Patricia Vásquez                                             | Buenos Aires                                                 | 2023                                                         | 2027                                                         |
|                                                              |                                                              |                                                              | Martín Yeza                                                  | Buenos Aires                                                 | 2023                                                         | 2027                                                         |
|                                                              |                                                              |                                                              | Damián Arabia                                                | Ciudad de Buenos Aires                                       | 2023                                                         | 2027                                                         |
|                                                              |                                                              |                                                              | Daiana Fernández Molero                                      | Ciudad de Buenos Aires                                       | 2023                                                         | 2027                                                         |
|                                                              |                                                              |                                                              | Silvana Giudici                                              | Ciudad de Buenos Aires                                       | 2023                                                         | 2027                                                         |
|                                                              |                                                              |                                                              | Álvaro Gustavo González                                      | Ciudad de Buenos Aires                                       | 2023                                                         | 2027                                                         |
|                                                              |                                                              |                                                              | Belén Avico                                                  | Córdoba                                                      | 2023                                                         | 2027                                                         |
|                                                              |                                                              |                                                              | Martín Ardohain                                              | La Pampa                                                     | 2023                                                         | 2027                                                         |
|                                                              |                                                              |                                                              | Ramón Emmanuel Bianchetti                                    | Misiones                                                     | 2023                                                         | 2027                                                         |
|                                                              |                                                              |                                                              | Sergio Eduardo Capozzi                                       | Río Negro                                                    | 2023                                                         | 2027                                                         |
|                                                              |                                                              |                                                              | Alejandro Bongiovanni                                        | Santa Fe                                                     | 2023                                                         | 2027                                                         |
|                                                              |                                                              |                                                              | José Carlos Núñez                                            | Santa Fe                                                     | 2023                                                         | 2027                                                         |
|                                                              |                                                              |                                                              | Verónica Razzini                                             | Santa Fe                                                     | 2023                                                         | 2027                                                         |
|                                                              |                                                              |                                                              | Nancy Ballejos                                               | Entre Ríos                                                   | 2024                                                         | 2025                                                         |
|                                                              |                                                              |                                                              | María Florencia De Sensi                                     | Buenos Aires                                                 | 2023                                                         | 2025                                                         |
|                                                              |                                                              |                                                              | Gabriela Besana                                              | Buenos Aires                                                 | 2021                                                         | 2025                                                         |
|                                                              |                                                              |                                                              | Hernán Lombardi                                              | Buenos Aires                                                 | 2021                                                         | 2025                                                         |
|                                                              |                                                              |                                                              | Gerardo Milman                                               | Buenos Aires                                                 | 2021                                                         | 2025                                                         |
|                                                              |                                                              |                                                              | Diego César Santilli                                         | Buenos Aires                                                 | 2021                                                         | 2025                                                         |
|                                                              |                                                              |                                                              | María Sotolano                                               | Buenos Aires                                                 | 2021                                                         | 2025                                                         |
|                                                              |                                                              |                                                              | Sabrina Ajmechet                                             | Ciudad de Buenos Aires                                       | 2021                                                         | 2025                                                         |
|                                                              |                                                              |                                                              | Fernando Adolfo Iglesias                                     | Ciudad de Buenos Aires                                       | 2021                                                         | 2025                                                         |
|                                                              |                                                              |                                                              | María Eugenia Vidal                                          | Ciudad de Buenos Aires                                       | 2021                                                         | 2025                                                         |
|                                                              |                                                              |                                                              | Marilú Quiroz                                                | Chaco                                                        | 2021                                                         | 2025                                                         |
|                                                              |                                                              |                                                              | Ana Clara Romero                                             | Chubut                                                       | 2021                                                         | 2025                                                         |
|                                                              |                                                              |                                                              | Héctor Walter Baldassi                                       | Córdoba                                                      | 2021                                                         | 2025                                                         |
|                                                              |                                                              |                                                              | Laura Elena Rodríguez Machado                                | Córdoba                                                      | 2021                                                         | 2025                                                         |
|                                                              |                                                              |                                                              | Martín Maquieyra                                             | La Pampa                                                     | 2021                                                         | 2025                                                         |
|                                                              |                                                              |                                                              | Aníbal Tortoriello                                           | Río Negro                                                    | 2021                                                         | 2025                                                         |
|                                                              |                                                              |                                                              | Karina Ethel Bachey                                          | San Luis                                                     | 2021                                                         | 2025                                                         |
|                                                              |                                                              |                                                              | Gabriel Felipe Chumpitaz                                     | Santa Fe                                                     | 2021                                                         | 2025                                                         |
|                                                              |                                                              |                                                              | Germana María Figueroa Casas                                 | Santa Fe                                                     | 2021                                                         | 2025                                                         |
|                                                              |                                                              |                                                              | Luciano Andrés Laspina                                       | Santa Fe                                                     | 2021                                                         | 2025                                                         |
|                                                              |                                                              |                                                              | Alejandro Finocchiaro                                        | Buenos Aires                                                 | 2021                                                         | 2025                                                         |
|                                                              |                                                              |                                                              | Sofía Brambilla                                              | Corrientes                                                   | 2021                                                         | 2025                                                         |

### Cámara de Senadores de la Nación
|  |  |  | Enrique Martín Goerling Lara | Misiones               | 2023 | 2029 |
|  |  |  | Andrea Marcela Cristina      | Chubut                 | 2023 | 2027 |
|  |  |  | Luis Juez                    | Córdoba                | 2021 | 2027 |
|  |  |  | Carmen Álvarez Rivero        | Córdoba                | 2021 | 2027 |
|  |  |  | María Victoria Huala         | La Pampa               | 2021 | 2027 |
|  |  |  | Guadalupe Tagliaferri        | Ciudad de Buenos Aires | 2019 | 2025 |
|  |  |  | Alfredo de Ángeli            | Entre Ríos             | 2019 | 2025 |

## Presidentes del partido
| N.º |        | Presidente                   | Mandato               | Mandato               | Mandato |
| N.º | Inicio | Presidente                   | Fin                   | Nota                  |         |
| --- | ------ | ---------------------------- | --------------------- | --------------------- | ------- |
| 1   |        | Mauricio Macri               | 5 de agosto de 2005   | 17 de abril de 2012   |         |
| 2   |        | Humberto Schiavoni           | 17 de abril de 2012   | 5 de febrero de 2020  |         |
| 3   |        | Patricia Bullrich            | 5 de febrero de 2020  | 14 de abril de 2023   | [ 78 ]  |
| 4   |        | Federico Angelini (interino) | 14 de abril de 2023   | 23 de octubre de 2023 |         |
| 5   |        | Patricia Bullrich            | 23 de octubre de 2023 | 19 de marzo de 2024   |         |
| 6   |        | Mauricio Macri               | 19 de marzo de 2024   | en el cargo           | [ 79 ]  |

### Línea temporal
No se puede compilar la entrada de EasyTimeline:

Timeline generation failed: 1 error found

Line 27:  from: 19/04/2024 till: 18/08/2025 color:ca text:"Macri" fontsize:10

- Plotdata attribute 'till' invalid.

```
 Date '18/08/2025' not within range as specified by command Period.

```

## Distritos
| Distrito               | Presidente                            | Alianza provincial     | Personería jurídica  | N.º Afiliados |
| ---------------------- | ------------------------------------- | ---------------------- | -------------------- | ------------- |
| Buenos Aires           | Cristian Ritondo                      | La Libertad Avanza     | Distrito, Provincial | 42 508        |
| Ciudad de Buenos Aires | Jorge Macri                           | La Libertad Avanza     | Distrito, Provincial | 17 625        |
| Catamarca              | Diego Figueroa                        | Juntos por el Cambio   | Distrito, Provincial | 2406          |
| Chaco                  | Ernesto Blasco                        | Chaco Puede            | Distrito, Provincial | 5381          |
| Chubut                 | Martín Daniel Gómez                   | Despierta Chubut       | Distrito, Provincial | 2719          |
| Córdoba                | Oscar Agost Carreño                   | Sin alianza            | Distrito, Provincial | 17646         |
| Corrientes             | Damian Garavano                       | Vamos Corrientes       | Distrito, Provincial | 7916          |
| Entre Ríos             | Eduardo Caminal                       | La Libertad Avanza     | Distrito, Provincial | 9114          |
| Formosa                | Enrique «Quique» Ramírez              | Juntos por La Libertad | Distrito, Provincial | 1901          |
| Jujuy                  | Luciano Angelini                      | Jujuy Crece            | Distrito, Provincial | 2318          |
| La Pampa               | Enrique Juan                          | La Libertad Avanza     | Distrito, Provincial | 1344          |
| La Rioja               | Julio Sahad                           | Provincias Unidas      | Distrito, Provincial | 2451          |
| Mendoza                | Gabriel Pradines                      | Provincias Unidas      | Distrito, Provincial | 11 784        |
| Misiones               | Horacio Loreiro                       | La Libertad avanza     | Distrito, Provincial | 4616          |
| Neuquén                | Marcelo Bermúdez                      | Frente La Neuquenidad  | Distrito, Provincial | 2058          |
| Río Negro              | Juan Martin                           | Sin alianza            | Distrito, Provincial | 3479          |
| Salta                  | Leonardo Gastón Aguilar (Interventor) | Sin alianza            | Distrito, Provincial | 4030          |
| San Juan               | Enzo Cornejo                          | Por San juan           | Distrito, Provincial | 4487          |
| San Luis               | Gabriela González Riollo              | Unidos por San Luis    | Distrito, Provincial | 1801          |
| Santa Cruz             | Gustavo Perroni (Interventor)         | Cambia Santa Cruz      | Distrito, Provincial | 1124          |
| Santa Fe               | Gisela Scaglia                        | Provincias Unidas      | Distrito, Provincial | 10 256        |
| Santiago del Estero    | Gabriel Santillán                     | Juntos por el Cambio   | Distrito, Provincial | 3250          |
| Tierra del Fuego       | Eugenia Chiarvetto (Interventora)     | La Libertad Avanza     | Distrito, Provincial | 502           |
| Tucumán                | Pablo Walter (Interventor)            | La Libertad Avanza     | Distrito, Provincial | 8053          |
| Tucumán                | Marcelo Wechsler (Interventor)        | La Libertad Avanza     | Distrito, Provincial | 8053          |
| Total                  |                                       |                        |                      | 165330        |

## Resumen electoral

### Elecciones de orden provincial

#### Ciudad Autónoma de Buenos Aires

##### Jefe de Gobierno
|  | 37.55 % |

|  | 46.52 % |

|  | 45.76 % |

|  | 60.94 % |

|  | 47.07 % |

|  | 64.27 % |

|  | 45.56 % |

|  | 51.64 % |

|  | 55.90 % |

|  | 49.61 % |

##### Legislatura porteña
| Año  | Votos     | %     | Bancas ganadas | Total de bancas | Nota                             |
| ---- | --------- | ----- | -------------- | --------------- | -------------------------------- |
| 2003 | 627 556   | 36.15 | 23/60          | 23/60           | Frente Compromiso para el Cambio |
| 2005 | 591 552   | 33.21 | 13/30          | 25/60           | Frente Propuesta Republicana     |
| 2007 | 768 748   | 44.32 | 15/30          | 28/60           | Frente Propuesta Republicana     |
| 2009 | 566 909   | 31.30 | 11/30          | 26/60           |                                  |
| 2011 | 792 519   | 44.95 | 16/30          | 27/60           |                                  |
| 2013 | 629 133   | 33.58 | 12/30          | 28/60           |                                  |
| 2015 | 816 129   | 44.48 | 15/30          | 27/60           |                                  |
| 2017 | 971 116   | 50.54 | 16/30          | 34/60           | Vamos Juntos                     |
| 2019 | 1 068 634 | 54.22 | 17/30          | 26/60           | Juntos por el Cambio             |
| 2021 | 891 983   | 46.83 | 15/30          | 20/60           | Vamos Juntos                     |
| 2025 | 261 595   | 15,92 | 5/30           | 11/60           | Buenos Aires Primero             |

##### Gobernadores
|  | 14.96 % |

|  | 2.79 % |

|  | 3.19 % |

|  | 1.30 % |

|  | 2.48 % |

|  | 14.88 % |

|  | 36.08 % |

|  | 29.95 % |

|  | 39.42 % |

|  | 40.96 % |

|  | 28.82 % |

|  | 39.43 % |

|  | 10.34 % |

|  | 12.20 % |

|  | 32.09 % |

|  | 31.65 % |

|  | 34.54 % |

|  | 38.28 % |

|  | 27.95 % |

|  | 33.42 % |

|  | 28.33 % |

|  | 35.57 % |

|  | 34.34 % |

|  | 28,38 % |

|  | 17.59 % |

|  | 15.04 % |

|  | 5.66 % |

|  | 1.47 % |

|  | 12.10 % |

|  | 19.78 % |

|  | 50.25 % |

|  | 49.75 % |

|  | 35.77 % |

|  | 82.31 % |

|  | 43.64 % |

|  | 23.32 % |

|  | 29.67 % |

|  | 26.57 % |

|  | 3.88 % |

|  | 23.86 % |

|  | 0.72 % |

|  | 3,61 % |

|  | 17.27 % |

|  | 51.63 % |

|  | 58.40 % |

|  | 34.11 % |

|  | 14.10 % |

### Elecciones de orden nacional

#### Presidenciales
|  | 34.15 % |

|  | 51.34 % |

|  | 40.28 % |

|  | 23.83 % |

#### Elecciones primarias
|  | 30.12 % |

|  | 81.33 % |

|  | 31.80 % |

|  | 100 % |

|  | 16.81 % |

|  | 60.03 % |

|  | 11.19 % |

|  | 39.97 % |

#### Congreso Nacional
| Diputados | Diputados  | Diputados | Diputados        | Diputados       | Senadores | Senadores | Senadores        | Senadores       | Presidencia                | Notas                |
| Año       | Votos      | %         | Bancas obtenidas | Posición        | Votos     | %         | Bancas obtenidas | Posición        | Presidencia                | Notas                |
| --------- | ---------- | --------- | ---------------- | --------------- | --------- | --------- | ---------------- | --------------- | -------------------------- | -------------------- |
| 2005      | 1 302 369  | 7.55      | 10/127           | Minoría         | 531 987   | 6.44      | 0/24             | Minoría         | Néstor Kirchner (FPV)      |                      |
| 2007      | 1 102 035  | 6.10      | 6/130            | Minoría         | 275 555   | 6.48      | 0/24             | Minoría         | Cristina Kirchner (FPV)    | Unión-PRO            |
| 2009      | 3 769 824  | 19.21     | 11/127           | Minoría         | 1 518 714 | 25.36     | 0/24             | Minoría         | Cristina Kirchner (FPV)    | Unión-PRO            |
| 2011      | 478 323    | 2.8       | 4/130            | Minoría         | 242 903   | 2.42      | 0/24             | Minoría         | Cristina Kirchner (FPV)    |                      |
| 2013      | 1 848 419  | 7.93      | 12/127           | Minoría         | 1 127 767 | 22.19     | 3/24             | Minoría         | Cristina Kirchner (FPV)    |                      |
| 2015      | 8 230 605  | 34.75     | 41/130           | Primera minoría | 2 770 410 | 38.80     | 6/24             | Segunda minoría | Mauricio Macri (Cambiemos) | Cambiemos            |
| 2017      | 10 161 053 | 41.76     | 55/127           | Primera minoría | 4 864 886 | 41.01     | 7/24             | Segunda minoría | Mauricio Macri (Cambiemos) | Cambiemos            |
| 2019      | 10 347 402 | 40.36     | 53/130           | Minoría         | 2 363 432 | 41.94     | 6/24             | Minoría         | Mauricio Macri (JxC)       | Juntos por el Cambio |
| 2021      | 9 945 804  | 42.75     | 61/127           | Primera Minoría | 3 290 442 | 46.25     | 14/24            | Minoría         | Alberto Fernández (FdT)    | Juntos por el Cambio |

## Número de afiliados

### Compromiso para el Cambio
| Data      | Afiliados | Crecimento anual | Crecimento anual |
| --------- | --------- | ---------------- | ---------------- |
| dic./2003 | 4905      | -                | -                |
| dic./2004 | 6296      | 1391             | Crecimiento      |
| dic./2005 | 5977      | 319              | Decrecimiento    |
| dic./2006 | 12 385    | 6408             | Crecimiento      |
| dic./2007 | 27 288    | 14 903           | Crecimiento      |

### Propuesta Republicana
| Data      | Afiliados | Crecimento anual | Crecimento anual |
| --------- | --------- | ---------------- | ---------------- |
| dic./2008 | 35 676    | 8388             | Crecimiento      |
| dic./2009 | 37 076    | 1400             | Crecimiento      |
| dic./2010 | 100 449   | 63 373           | Crecimiento      |
| dic./2011 | 108 115   | 7666             | Crecimiento      |
| dic./2012 | 106 812   | 1303             | Decrecimiento    |
| dic./2013 | 105 419   | 1393             | Decrecimiento    |
| dic./2014 | 107 944   | 2525             | Crecimiento      |
| dic./2015 | 111 705   | 3761             | Crecimiento      |
| dic./2016 | 122 892   | 11 187           | Crecimiento      |
| dic./2017 | 123 026   | 134              | Crecimiento      |
| dic./2018 | 127 255   | 4229             | Crecimiento      |
| dic./2019 | 138 383   | 11 128           | Crecimiento      |
| dic./2020 | 149 348   | 10 965           | Crecimiento      |
| dic./2021 | 162 937   | 13 589           | Crecimiento      |
| dic./2022 | 169 322   | 6385             | Crecimiento      |
| dic./2023 | 159 939   | 9383             | Decrecimiento    |

## Alianzas nacionales históricas
| Alianzas | Alianzas | Alianzas             | Periodo   | Partidos miembros | Ideología                               | Posición      |
| -------- | -------- | -------------------- | --------- | --- | --------------------------------------- | ------------- |
|          |          | Unión-PRO            | 2007-2009 | Integrantes - Propuesta Republicana - Unión del Centro Democrático - Partido Federal - Recrear para el Crecimiento - Unión Celeste y Blanco | Peronismo Federal Liberalismo económico | Derecha       |
|          |          | Cambiemos            | 2015-2019 | Integrantes - Propuesta Republicana - Unión Cívica Radical - Coalición Cívica ARI - Partido Demócrata Progresista - Partido Conservador Popular - Partido Fe | Conservadurismo Neoliberalismo          | Centroderecha |
|          |          | Juntos por el Cambio | 2019-2023 | Integrantes - Propuesta Republicana - Unión Cívica Radical - Coalición Cívica ARI - Movimiento de Integración y Desarrollo - Encuentro Republicano Federal - Partido Demócrata Progresista - Partido Demócrata Cristiano - Nuevo Encuentro - Unión Popular Federal - Partido Nacionalista Constitucional UNIR - Partido Socialista - Unión del Centro Democrático - Confianza Pública - Republicanos Unidos - Frente Cívico - Partido Conservador Popular - Producción y Trabajo - Cruzada Renovadora - Partido Liberal | Republicanismo Antikirchnerismo         | Atrapalotodo  |